# جامباسی ترمه
جامباسی ترمه (به ایتالیایی: Gambassi Terme) یک کومونه در ایتالیا است که در استان فلورانس واقع شده‌است.

## خصوصیات
جامباسی ترمه ۸۳٫۱ کیلومترمربع مساحت و ۴٬۸۳۸ نفر جمعیت دارد و ۳۳۲ متر بالاتر از سطح دریا واقع شده‌است.